# Direcció general de Política Interior
La Direcció general de Política Interior és un òrgan de gestió del Ministeri de l'Interior que depèn orgànicament de la Subsecretaria d'Interior i que s'encarrega de les competències del Ministeri en matèria de processos electorals i consultes populars i el règim jurídic dels partits polítics; així com la instrucció i tramitació dels procediments en matèria de protecció internacional de refugiats, règim d'apàtrides i atenció a desplaçats.

## Història
La Direcció general de Política Interior és sens dubte, una de les direccions generals més antigues d'Espanya, havia estat creada abans de la democràcia. Les primeres dades que existeixen d'ella és una Resolució del 4 de juny de 1960, per la qual cosa la seva creació va ser anterior a aquesta data. Durant la seva història, ha estat integrada en diversos ministeris; va començar en l'antic Ministeri de la Governació i també ha passat pel Ministeri de Justícia i Interior fins a arribar a l'actualitat, en la qual aquests estan separats i la direcció general s'integra en el Ministeri de l'Interior.

## Funcions
Corresponen directament a la Direcció general de Política Interior les següents funcions:
- La gestió de les competències del Ministeri respecte als processos electorals i a les consultes directes a l'electorat i el manteniment de les relacions necessàries amb l'Administració Electoral, en particular, amb la Junta Electoral Central, amb la qual li correspon la interlocució del Govern en matèria electoral a excepció de les qüestions relatives a l'elaboració del cens electoral la competència del qual correspon a l'Oficina del Cens Electoral.
- La coordinació de la gestió i desenvolupament dels processos electorals, així com de les funcions que corresponen a les unitats dependents d'altres ministeris amb competències en matèria electoral.
- L'adreça i coordinació dels desenvolupaments informàtics i de comunicacions per a la modernització de la gestió dels processos electorals.
- La posada a la disposició de la informació relativa als processos electorals, excepte les dades relatives al cens electoral, així com la custòdia i difusió pública dels resultats electorals.
- La gestió de les relacions amb els òrgans competents de les Comunitats Autònomes en matèria electoral.
- El registre i l'aplicació del règim jurídic dels partits polítics.
- La gestió de les subvencions estatals anuals i de les subvencions per despeses electorals de les formacions polítiques, en els termes establerts en la legislació vigent.
- Les relacions del Ministeri amb les Delegacions i Subdelegacions del Govern en qüestions relacionades amb el dret d'asil i altres formes de protecció.
- La coordinació de la preparació de propostes del Consell de Ministres i dels òrgans superiors del Ministeri, així com d'altres òrgans directius dels ministeris amb competències en matèria protecció internacional de refugiats, règim d'apàtrida i atenció als desplaçats.
- L'exercici de la presidència de la Comissió Interministerial d'Asil i Refugi.
- La participació en les reunions dels organismes nacionals, internacionals o supranacionals amb competències en matèria de dret d'asil i altres formes de protecció, i la intervenció en l'aplicació dels acords que es derivin d'aquelles i, especialment, de les quals es desenvolupin en el si de la Unió Europea.
- La resolució dels expedients administratius sobre protecció internacional de refugiats que li siguin atribuïts per la normativa vigent i l'elevació de les propostes de resolució en matèria d'apàtrida.
- La coordinació i disposició de les actuacions necessàries per atendre les necessitats humanes immediates en cas de fluxos massius de desplaçats, sense perjudici de les competències atribuïdes a altres òrgans del Departament.

## Estructura
D'aquesta Direcció general depenen els següents òrgans:
- Subdirecció General de Política Interior i Processos Electorals.
- Subdirecció General de Protecció Internacional.

## Llista de directors generals de Política Interior
- Cristina Díaz Márquez (2017-)
- Juan José Molinos Cobo (2015-2016)
- Cristina Díaz Márquez (2012-2015)
- Adolfo Hernández Lafuente (2008-2012)
- María del Rosario García Mahamut (2004-2008)
- José Ramón Onega López (1996-2004)
- Concepción Sáenz Laín (1994-1996)
- Carlos Pérez Anadón (1993-1994)
- Fernando Puig de la Bellacasa y Aguirre (1990-1993)
- Carmen Briones González (1988-1990)
- Rafael de Francisco López (1984-1988)
- Enrique Linde Cirujano (1982-1984)
- Juan Gómez Arjona (1980-1982)
- Isidro Pérez-Beneyto y Canicio (1979-1980)
- Gervasio Martínez-Villaseñor García (1978-1979)
- Jesús Sancho Rof (1977-1978)